# Nicla Di Bruno
Nicla Di Bruno, nome d'arte di Nicla Fantini (Roma, 5 gennaio 1927 – Roma, settembre 1997), è stata una cantante italiana, famosa negli anni cinquanta e sessanta.

## Biografia
Debutta nel teatro di rivista negli anni quaranta, trovando grande successo nello spettacolo "Pirulì pirulì" di Garinei e Giovannini del 1946. Nel 1953, con Nunzio Gallo, Tito Schipa e Gabriele Vanorio, prende parte al Festival de la Chanson Italienne di Parigi.
Nel 1954 si unisce alla compagnia di Macario e debutta nella rivista "Pericolo rosa". Nel 1955 vince il Festival di Vibo Valentia. Nel 1956 arriva terza al Festival delle Melodie Italiane di Londra. Nel 1957 debutta in televisione con Antonello Falqui nella rubrica "Una voce nella sera", mentre a teatro va in scena con la rivista "Tutto è musica" con Giacomo Rondinella. Nel 1958 partecipa con successo al 6º Festival di Napoli, vincendo il secondo e terzo posto con le canzoni: "Tuppe tuppe mariscià" e "Giulietta e Romeo". Sempre negli anni '50, prende parte a diverse edizioni del Festival della Canzone Città di Roma e del Festival di Piedigrotta di Napoli.
Nel suo curriculum anche diverse partecipazioni cinematografiche.

## Discografia parziale

### Singoli/EP
- 1956: La panse/Campo cavallo (RCA, 28.135), uscito in Belgio
- 1956: Mister Rock and Roll/Donne moi (RCA Italiana, 45N-0536)
- 1956: Io e Ciccio cha cha cha /Guaglione (RCA Italiana, 45N-0492)
- 1958: Tuppe tuppe mariscià/Mandulino d''o Texas (Pathé, MG 445)
- 1958: Masto Andrea/Basta ammore pe campà (Pathé, MG 446)
- 1958: Nel blu dipinto di blu/La canzone che piace a te/Fragole e cappellini/Timida serenata (Pathé, 45E - AQ 31)
- 1958: Tuppettuppe mariscià/Mandulino d''o Texas/Giulietta e Romeo/Masto Andrea (Pathé, 45E - AQ 33)
- 1958: Bernardine/Allegro motivetto (Joey's Song) (Pathé, 45 AQ 1023)
- 1958: Hernando's Hideaway/There once was a man (Pathé, 45 AQ 1025)
- 1958: Calypso Serenade/La Marianna cha cha cha (Pathé, 45 AQ 1029)
- 1958: Tuppettuppe mariscià/Mandulino d''o Texas (Pathé, 45 AQ 1031)
- 1958: Ciccillo nfra... nfra... nfra/'O Cusetore (Pathé, 45 AQ 1042)
- 1958: Ket ki nau/Baci bala ba' ...! (Pathé, 45 AQ 1049)
- 1958: Chi m''o fa fa?/Calypso habanero (Spill nach einmal fur mich, habanero) (Pathé, 45 AQ 1050)
- 1958: L'isola del rock ("26 Miles")/Al chiar di luna porto fortuna (Pathé, 45 AQ 1052)
- 1958: Joey's Song/Bernardine/Island in The Sun/Blue Star (Pathé, 45EMD 10.043), pubblicato in Spagna
- 1958: O' calippese napulitano/Basta Ammore pe' campà (Pathé) 45AQ 1032
- 1958: Mambo X/Samba fantastico/Rumba delle noccioline/Hernando's Hideaway (RCA Italiana, EPA 30052; lato A canta Franco Giordano)
- 1959: Lì per lì/Una marcia in fa (Columbia, C 21 122), pubblicato in Germania
- 1959: Sempre con te/La luna è un'altra luna/Lì per lì/Una marcia in fa (Pathé, 45EMG 25.042), pubblicato in Spagna
- 1959: 'O Cusetore/Manco P' 'a capa/'E suonne/N'atu suspiro (Pathé, 45E AQ 40)

### Album
- 1956: Nicla di Bruno - orchestra diretta da Franco Giordano (RCA A10V 0034) Stranger in paradise / The peanut vendor / Ay similò / Mambo italiano / Problema / Campo alegre / Nisciuno addà sape' / Stomp a whistle
- 1956: Nicla Di Bruno (RCA Italiana, A10V 0034)
- 1958: Nicla Di Bruno (Pathé, MT 1017)

### Album con altri artisti
- 1956: Cocktail di successi N° 1 (RCA Italiana, A10V 0051, con Nilla Pizzi, Domenico Modugno, Ernesto Bonino, Sophia Loren, Rino Sentieri)
- 1958: Made in Naples (RCA Italiana, LPM 10013, con Nilla Pizzi, Domenico Modugno, Miranda Martino, Sophia Loren, Katyna Ranieri, Elio Mauro, Frankie Carle)

## Filmografia
- Gianni e Pinotto (The Abbott and Costello Show) – serie TV, episodi 1x10-1x14 (1953)
- Casta Diva, regia di Carmine Gallone (1954)